# Seznam českých příjmení, Ř
Toto je seznam českých příjmení začínajících na písmeno Ř. Seznam zatím zahrnuje pouze příjmení s více než 200 mužskými nositeli.
| Příjmení | Počet | Přechýleně | Počet | ORP s největší hustotou  |
| -------- | ----- | ---------- | ----- | ------------------------ |
| Říha     | 5 565 | Říhová     | 5 747 | Votice                   |
| Řehák    | 3 083 | Řeháková   | 3 224 | Česká Třebová            |
| Řezníček | 3 027 | Řezníčková | 3 009 | Domažlice                |
| Řezáč    | 1 999 | Řezáčová   | 2 104 | Ivančice                 |
| Řehoř    | 1 050 | Řehořová   | 1 082 | Česká Třebová            |
| Řeháček  | 893   | Řeháčková  | 907   | Bílovec                  |
| Řepa     | 532   | Řepová     | 518   | Třeboň                   |
| Řeřicha  | 438   | Řeřichová  | 461   | Klatovy                  |
| Řežábek  | 437   | Řežábková  | 474   | Milevsko                 |
| Řihák    | 414   | Řiháková   | 426   | Kyjov                    |
| Řepka    | 407   | Řepková    | 402   | Valašské Klobouky        |
| Řezník   | 377   | Řezníková  | 370   | Boskovice                |
| Řípa     | 316   | Řípová     | 318   | Český Brod               |
| Řeha     | 286   | Řehová     | 285   | Frýdek-Místek            |
| Řádek    | 285   | Řádková    | 306   | Žďár nad Sázavou         |
| Řehůřek  | 278   | Řehůřková  | 261   | Bystřice nad Pernštejnem |
| Řehořek  | 268   | Řehořková  | 313   | Jilemnice                |
| Řiháček  | 259   | Řiháčková  | 276   | Moravské Budějovice      |
| Řehulka  | 248   | Řehulková  | 277   | Prostějov                |
| Řičánek  | 215   | Řičánková  | 227   | Šlapanice                |